# Richard Rosson
Richard Rosson, nato Richard Marquez Rosson (New York City, 4 aprile 1893 – Pacific Palisades, 31 maggio 1953), è stato un regista e attore statunitense.
Dopo aver recitato in più di cento pellicole all'epoca del muto, è ricordato soprattutto per aver co-diretto, insieme ad Howard Hawks, il film Scarface - Lo sfregiato (1932).
Richard Rosson era fratello minore del regista Arthur Rosson. Sua sorella Helene intraprese con successo la carriera di attrice, mentre l'altro fratello, Harold diventò uno dei più noti direttori della fotografia di Hollywood.

## Biografia
Richard Rosson iniziò la sua carriera cinematografica come attore. Nel 1911, con il nome di Dick Rosson, apparve in Selecting His Heiress, un film che aveva come protagonista il famoso comico John Bunny. Nel 1917, in collaborazione con il fratello Arthur, girò il suo primo film da regista, Her Father's Keeper. Continuò, comunque, a recitare fino al 1922. Arthur lo diresse - tra il 1917 e il 1922 - in cinque film: Cassidy (1917), A Case at Law (1917), Polly of the Storm Country (1920), For Those We Love (1921) e Always the Woman (1922).
Nel 1926 Richard diresse Gloria Swanson, una delle dive più celebri del cinema muto, nel film Le belle maniere. Tra il 1927 e il 1928 firmò come regista altre otto pellicole. Il suo primo film sonoro, The Very Idea co-diretto insieme a Frank Craven, è del 1929. Ma l'avvento del cinema parlato influì pesantemente sulla sua carriera che subì un'interruzione.
Le cose cambiarono radicalmente quando Rosson iniziò a collaborare quale aiuto regista con Howard Hawks. Insieme, i due girarono Scarface - Lo sfregiato, prodotto dal leggendario miliardario Howard Hughes e altri quattro film tra i quali va ricordato Rivalità eroica. Hawks produsse anche l'ultimo film di Rosson, Corvetta K-225, un buon dramma militare che uscì nel 1943.

### Morte
Rosson morì suicida il 31 maggio 1953 all'età di 60 anni per avvelenamento da monossido di carbonio ed è sepolto all'Hollywood Forever Cemetary. La sua vedova, l'attrice Vera Sisson, che aveva sposato nel 1921, si tolse la vita appena un anno dopo.

## Filmografia

### Attore (parziale)
- Selecting His Heiress, regia di William Humphrey (1911)
- The Husking Bee (come Dick Rosson) (1911)
- The Lie, regia di Allan Dwan (1914)
- Diamond Cut Diamond (1912)
- She Cried, regia di Albert W. Hale (1912)
- Bettina's Substitute; or, There's No Fool Like an Old Fool (1912)
- The Model for St. John, regia di James Young (1912)
- O'Hara, Squatter and Philosopher, regia di Van Dyke Brooke (1912)
- Sue Simpkins' Ambition, regia di Ralph Ince (1912)
- How Fatty Made Good, regia di Ralph Ince (1913)
- A Heart of the Forest, regia di Ralph Ince (1913)
- Criminals, regia di Allan Dwan (1913)
- The Passerby, regia di James Neill - cortometraggio (1913)
- Richelieu, regia di Allan Dwan (1914)
- A Small Town Girl, regia di Allan Dwan - cortometraggio (1915)
- My Best Girl (1915)
- Panthea, regia di Allan Dwan (1917)
- High Stakes, regia di Arthur Hoyt (1918)
- Peggy Does Her Darndest, regia di George D. Baker (1919)
- The Poor Boob, regia di Donald Crisp (1919)
- Playthings of Passion, regia di Wallace Worsley (1919)
- Her Face Value, regia di Thomas N. Heffron (1921)
- Beating the Game, regia di Victor Schertzinger (1921)
- Always the Woman, regia di Arthur Rosson (1922)

### Regista
- Her Father's Keeper (con il nome di Dick Rosson) (1917)
- Le belle maniere (Fine Manners) (1926)
- Preferite il primo amore (Blonde or Brunette) (1927)
- Ritzy (1927)
- Rolled Stockings (1927)
- Shootin' Irons (1927)
- The Wizard (1927)
- Dead Man's Curve (1928)
- The Escape (1928)
- Road House (1928)
- The Very Idea, co-regia di Frank Craven (1929)
- Lo sfregiato (Scarface), co-regia di Howard Hawks (1932)
- Rivalità eroica (Today We Live), co-regia di Howard Hawks (1933)
- Aquile (West Point of the Air) - (1935)
- Ambizione (Come and Get It), co-regia di Howard Hawks (1936)
- Behind the Headlines (1937)
- Hideaway
- The Get-Away
- Apache Trail
- Corvette K-225